# عملية الحرم القدسي 2017
تُشير عملية الحرم القدسي 2017 إلى هجوم وقع في 14 يوليو 2017، عندما غادر ثلاثة شبان من عرب 48 الحرم القدسي، وفتحوا النار على ضباط شرطة الحدود الإسرائيلية المتمركزين بالقرب من باب الأسباط القريب من باب الأسباط. قُتل اثنان من ضباط شرطة الحدود الإسرائيلية وأصيب اثنان آخران في الهجوم. كما قُتل المهاجمون الثلاثة برصاص الشرطة الإسرائيلية بعد أن فروا عائدين إلى الحرم القدسي.

## خلفية تاريخية
وقعت ثلاث هجمات في القدس في 2017 قبل الهجوم:
- هجوم بشاحنة وقع في 8 يناير وأدى إلى مقتل 4 جنود إسرائيليين وإصابة 17 آخرين.
- عملية طعن في 14 أبريل في قطار القدس الخفيف أدت إلى مقتل شخص وإصابة اثنين.
- هجوم وقع في 16 يونيو واستهدف الشرطة الإسرائيلية وأدى إلى مقتل ضابطة وإصابة أربعة.

## الهجوم
دخل ثلاثة مسلحين برشاشي كارلو ومسدس من الحرم القدسي عبر باب الأسباط (بالقرب من باب السباع) بعد الساعة 07:00 صباحاً بقليل من يوم 14 يوليو 2017، وفتحوا النار على ضباط شرطة الحدود الإسرائيلية المتمركزين في الشارع بالخارج. وقد فر المهاجمون الثلاثة عائدين إلى الساحة أمام أحد المساجد في الحرم القدسي، وسقطوا برصاص ضباط الشرطة الإسرائيلية. لكن أحد المهاجمين، الذي ظُن أنه مات بعد إطلاق النار عليه، قام من الأرض وحاول مهاجمة ضباط الشرطة، لكنهم عاجلوه بالرصاص قبل أن يتمكن من ذلك، وهو يصرخ ناهضاً «أنا من مجموعة رائد صلاح». وقد أُصيب اثنان من ضباط شرطة الحدود الإسرائيلية بجروح خطيرة وتوفيا فيما بعد، بينما أصيب اثنان آخران بجروح متوسطة في الهجوم.

### المنفذون
نفذ الهجوم ثلاثة شبان من عرب 48 من مدينة أم الفحم. وهما محمد أحمد مفضل جبارين، ومحمد حامد عبد اللطيف جبارين، وكلاهما يبلغ من العمر 19 عاماً، بالإضافة إلى محمد أحمد محمد جبارين، 29 عاماً، الذي كان يعمل مؤذناً في أحد المساجد المحلية. ونشر اثنان من المهاجمين صوراً لأنفسهم وهم يبتسمون أمام المسجد الأقصى على فيسبوك قبل ثلاث ساعات من الهجوم مع تعليق مُرفق يقول «ابتسامة الغد ستكون أجمل بإذن الله» و«الحمد لله وكفى». وأخفى المهاجمون الأسلحة المستخدمة في الهجوم في ساحة الحرم القدسي قبل أيام قليلة من الهجوم، بمساعدة أحد موظفي الوقف.
وقد حددت السلطات الإسرائيلية هوية الجناة والمسجد الذي يصلون فيه كونهم ينتمون إلى الفرع الشمالي للحركة الإسلامية في إسرائيل.
وحكمت محكمة حيفا المركزية على موظف الوقف أمجد محمد أحمد جبارين، من مدينة أم الفحم الشمالية، بالسجن 16 عاماً ودفع مبلغ 258,000 شيكل لعائلتي الضابطين الذين قتلا في الهجوم، بعد إدانته بمساعدة المهاجمين.

### القتلى

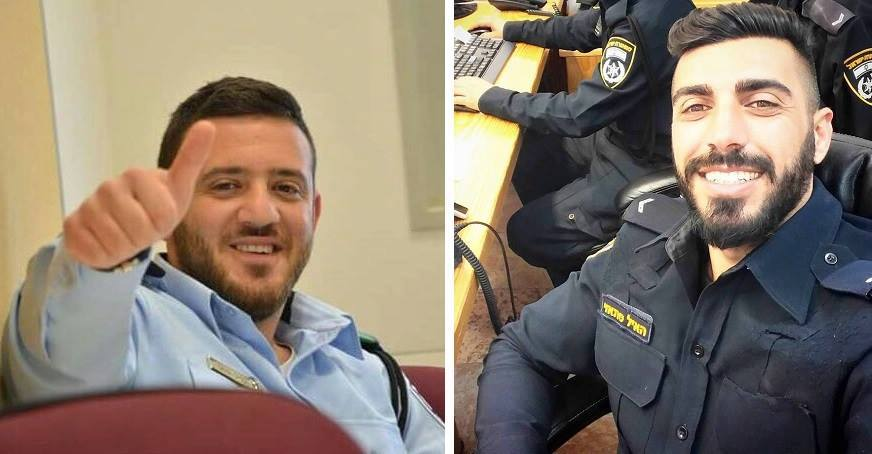
هايل ستاوي (يساراً) وكميل شنان

كُشف عن ضابطي شرطة الحدود اللذين لقيا حتفهما في الهجوم، وهما هايل ستاوي وكميل شنان. وكلاهما درزيان إسرائيليان وينحدران من منطقة الجليل الشمالي. كان ستاوي (30 عاماً)، يسكن في قرية المغار، وشنان (22 عاماً)، يسكن في قرية حرفيش. انضم ستاوي إلى شرطة الحدود كجزء من خدمته الوطنية الإلزامية في 2012 وخدم في الحرم القدسي منذ ذلك الحين. وتبعه شنان بعد إتمام المدرسة الثانوية وتعينا كموظفين دائمين قبل سبعة أشهر من الهجوم. كان شنان الابن الأصغر لعضو الكنيست السابق عن حزب العمل الإسرائيلي شكيب شنان [الإنجليزية].

## التداعيات

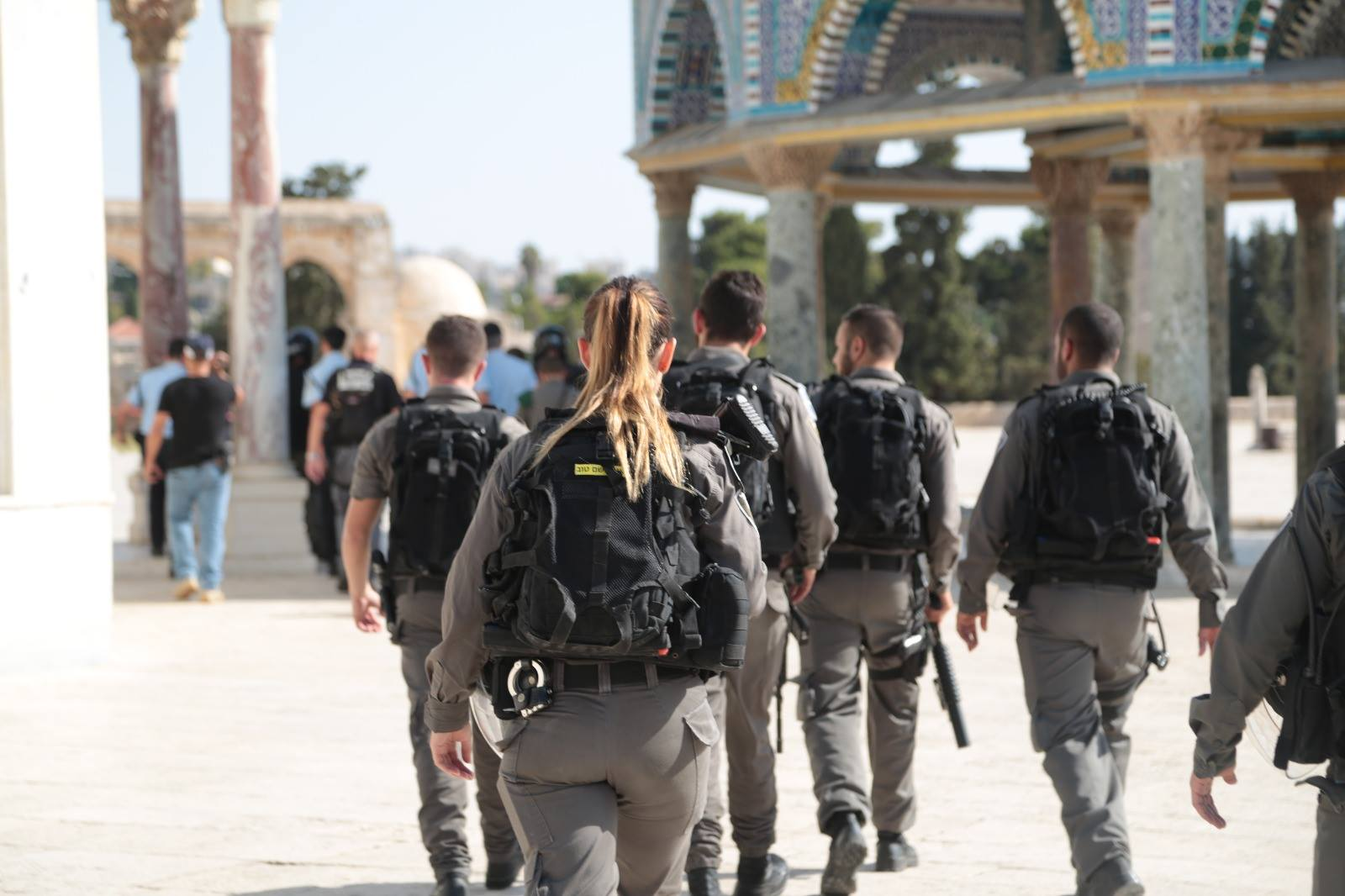
ضباط الشرطة الإسرائيلية في ساحة الحرم القدسي بعد الهجوم

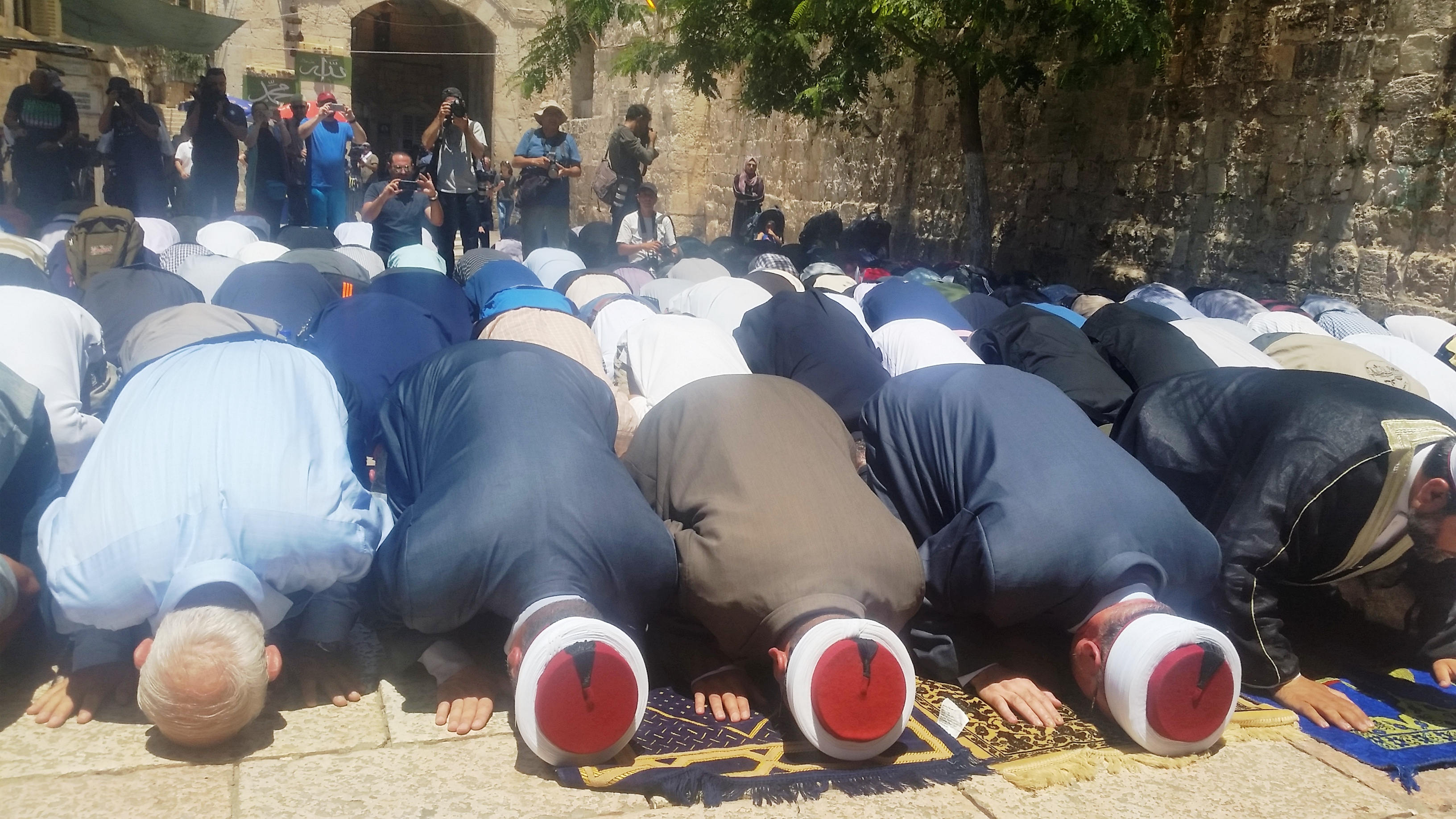
مسلمون يصلون عند مدخل الحرم القدسي عند باب الأسباط، 16 يوليو، 2017

### القدس
أغلقت السلطات الإسرائيلية مجمع الحرم القدسي، وألغت صلاة الجمعة في المسجد الأقصى لأول مرة منذ سنوات. كما أُغلقت البلدة القديمة أمام حركة المرور. وداهمت السلطات الإسرائيلية المسجد الأقصى واستجوبت موظفي الأوقاف الإسلامية في القدس. وقالت الشرطة الإسرائيلية إنها عثرت خلال المداهمة على أسلحة إضافية، منها مسدسات هيكلية وسكاكين وهراوات وسلاسل وأسلحة أخرى. ودعا محمد أحمد حسين، مفتي القدس، المسلمين إلى التوجه إلى المسجد الأقصى وإقامة صلاة الجمعة حيثما توقفوا. وقد اعتقل ضباط الأمن الإسرائيليين المفتي الأكبر بعد دعوته المسلمين إلى تحدي الإغلاق.
أعادت السلطات الإسرائيلية فتح الحرم القدسي في 16 يوليو، بعد وضع أجهزة الكشف عن المعادن عند مداخل المجمع، مع اعتراض دائرة الوقف في الموقع. وتصاعدت الأزمة مما أدى إلى مواجهة استمرت أسبوعاً، أوصت خلالها الأجهزة الأمنية الإسرائيلية، مثل الشاباك، بإزالتها. ودعت إدارة الأوقاف المسلمين إلى الاحتجاج خارج المجمع بدلاً من الدخول، حيث احتج حوالي 200 مسلم بالخارج في يوم 16. كما أعلنت السلطات الإسرائيلية عن تركيب كاميرات أمنية خارج المجمع. وعلى الرغم من إعادة فتح المجمع أمام المسلمين، فإن الشرطة الإسرائيلية منعت اليهود من دخول مجمع الحرم القدسي الشريف بموجب توجيهات من رئيس الوزراء نتنياهو. واندلعت اشتباكات خارج الحرم القدسي في وقت لاحق من ذلك اليوم بعد أن حاولت مجموعة من الفلسطينيين الدخول بنعش يحوي جثمان. سُمح لليهود بالدخول صباح يوم 17 يوليو. ووقعت اشتباكات أخرى ليلة السابع عشر، ودعت فتح يوم الثامن عشر إلى «يوم غضب» احتجاجاً على الترتيبات الأمنية الجديدة.
وكان الفلسطينيون المحتجون على الإجراءات الأمنية الجديدة قد اشتبكوا مع قوات الأمن الإسرائيلية خارج بوابات المسجد الأقصى لعدة أيام، وذلك يوم الجمعة، 21 يوليو 2017. وقُتل ثلاثة فلسطينيين، أحدهم شاب يبلغ من العمر 17 عاماً من سلوان. وتضاربت التفاصيل المتعلقة بوفاته. حيث أفادت وكالة معاً الإخبارية أنه قُتل برصاص أحد المستوطنين، وهو تقرير لم تؤكده مصادر أخرى، وتؤكد فقط أنه قُتل في رأس العامود. وفي اليوم نفسه، أمر الرئيس الفلسطيني محمود عباس بتعليق جميع الاتصالات الرسمية مع إسرائيل إلى حين التراجع عن الإجراءات الأمنية الجديدة.

### أم الفحم
أقيمت صلاة الغائب وجنازة رمزية للمنفذين بعد عدة ساعات من الهجوم، بحضور المئات من الحاضرين في مسجد الفرقان في أم الفحم التابع للحركة الإسلامية في إسرائيل والذي صلى فيه المهاجمون، حيث تلقوا الإشادة ولقبوا بالشهداء.
سُلمت جثث المهاجمين إلى عائلاتهم ليلة 26 يوليو، بعد صدور حكم من المحكمة العليا في 25 يوليو. وسار حوالي 10,000 شخص في تشييع الجنازة في أم الفحم لإظهار الدعم للمهاجمين، وللإشادة بالهجوم ووصفوا المهاجمين بالأبطال والشهداء.
ألقت إسرائيل القبض على رائد صلاح ووجهت إليه تهمة التحريض المزعوم على الإرهاب.
كما وُجه الاتهام إلى ثلاثة مواطنين من أم الفحم في سبتمبر 2017 بزعم التخطيط لهجوم بالتقليد في الحرم القدسي، بعد فشلهم المزعوم في الانضمام إلى داعش.

### المغار
تضم مدينة المغار خليط سكاني من الدروز والمسيحيين والمسلمين. وفي أعقاب منشور على فيسبوك يدعم الهجوم نشره أحد السكان المسلمين في مغار، مسقط رأس أحد القتيلين، تعرض مسجدان في القرية للهجوم في حادثين منفصلين في ليلتي 14 و16 يوليو بقنابل الصوت وإطلاق النار مما أدى إلى أضرار طفيفة بالممتلكات. وصلت الشرطة الإسرائيلية إلى موقع الهجمات خلال دقائق، حيث جمعت الأدلة وفتحت تحقيقاً.

### هجمات ذات صلة
قُتل ثلاثة مستوطنين وأصيب آخر بجروح خطيرة عندما اقتحم الشاب الفلسطيني عمر العبد، (19 عاماً، من قرية كوبر) منزلاً في مستوطنة حلميش/نيفيه تسوف الإسرائيلية ونفذ هجوماً في مساء يوم 21 يوليو، بطعن أفراد الأسرة. كان العبد قد كتب على الفيسبوك قبل فترة وجيزة، أنه منزعج من قتل النساء والأطفال الفلسطينيين، وتدنيس المسجد الأقصى.
طعن محمد زكريا جواودة، وهو شاب فلسطيني (17 عاماً من عمان)، مسؤولاً أمنياً في السفارة الإسرائيلية في بطنه باستخدام مفك براغي بعد ظهر يوم 23 يوليو. أطلق المسؤول النار على جواودة، كما أصابت رصاصة طائشة صاحب العقار الأردني بطريق الخطأ، وتوفي فيما بعد متأثراً بجراحه. منعت السلطات الأردنية مغادرة المسؤول عمان لكنها سمحت له في نهاية المطاف بالعودة، مما أدى إلى تكهنات بعقد اتفاق بين الحكومتين الأردنية والإسرائيلية يقضي بإزالة أجهزة الكشف عن المعادن في مجمع الأقصى مقابل عودة المسؤول الأمني.
طعن رجل فلسطيني من قلقيلية شاباً عربياً إسرائيلياً يبلغ 32 عاماً في بتاح تكفا في صباح يوم الاثنين الموافق 24 يوليو. وضرب عامل في مطعم بيتزا قريب المهاجم بصينية بيتزا. واعتُقل المهاجم فيما بعد والذي قال إنه فعل ذلك من أجل الأقصى، في إشارة إلى الإجراءات الأمنية الجديدة.

## ردود الفعل

### إقليمياً
- إسرائيل - قال رئيس الوزراء بنيامين نتنياهو: «إنه يوم حزين يدفع فيه إخواننا الدروز ثمناً غالياً في مهمتنا المشتركة لحماية أمن بلدنا. أحييهم وأحيي بطولاتهم».[53] قال وزير الدفاع أفيغدور ليبرمان: «ستواصل دولة إسرائيل القتال بحزم وقوة وبلا هوادة ضد الإرهابيين ومُرسليهم ومن يحرضهم. إنني أُحيي قواتنا الأمنية في كفاحها اليومي الشجاع ضد الإرهاب وأحزن على وفاة الضباط الذين سقطوا في الهجوم.»[54]
- الأردن - أدان المتحدث باسم الحكومة الأردنية إغلاق إسرائيل للحرم القدسي والمسجد الأقصى ودعاها إلى إعادة فتحه على الفور.[55] أدان الملك عبد الله الثاني الهجوم في وقت لاحق، وفي أعقاب انتقادات من إسرائيل لعدم قيامها بذلك، ودعا إلى الهدوء، وإعادة فتح الحرم القدسي.[56] انتقد مجلس الأمة الأردني إغلاق الحرم القدسي وأقام صلاة تكريماً للمهاجمين في 16 يوليو. وأشاد عاطف الطراونة، المتحدث باسم مجلس النواب الأردني، بالمهاجمين، ووصفهم بـ«الشهداء الذين يدافعون عن الفلسطينيين»، بينما ألقى باللوم أيضاً على «الاحتلال الإسرائيلي» باعتباره سبب الهجوم.[57]
- السلطة الفلسطينية - أدان الرئيس محمود عباس الهجوم في اتصال هاتفي مع رئيس الوزراء الإسرائيلي وقدم تعازيه.[58]
- حماس - أشاد سامي أبو زهري، المتحدث باسم حماس، بالهجوم ووصف تلفزيون حماس الحكومي الهجوم بأنه «عمل بطولي».[59][60]
- الجهاد الإسلامي – وصفت حركة الجهاد الإسلامي الهجوم بأنه «بطولي» في بيان صحفي أُرسل عبر البريد الإلكتروني.[59]

### دولياً
- الولايات المتحدة - أصدر البيت الأبيض بياناً في أعقاب الهجوم وجاء فيه: «يدين الشعب الأمريكي الهجوم الإرهابي بشدة»، فضلاً عن دعمه للقرار الإسرائيلي بإغلاق الحرم القدسي مؤقتاً.[61]

## التغطية الإعلامية
تناول التقرير الإخباري العاجل من قناة الجزيرة إطلاق النار على المهاجمين فقط وليس الحادث نفسه بحسب موقع واي نت. انتقد دونالد ترامب الابن البي بي سي على تويتر بسبب الطريقة التي تناولت بها الهجوم.